# 外菌根
外菌根（がいきんこん、ectomycorrhiza）とは、植物の根と菌類との共生体である菌根の一種であり、菌糸が根の細胞壁の内側に侵入しないタイプである。典型的には樹木ときのこの菌とによって形成される。外生菌根と呼ばれることも多い。

## 構造的特徴
一般に外菌根は、植物の短根（吸収根）の表面を覆う菌鞘（mantleまたはfungal sheath）、根の細胞の間に侵入した菌糸が異形化して形成するハルティヒネット（Hartig net）と呼ばれる迷路状構造、菌鞘から周囲の土壌へ伸びる根外菌糸体（extraradical mycelium）を備える。菌鞘は根を包み込むように形成された菌糸による構造である。ハルティヒネットは針葉樹では皮層の大部分に形成されるが、広葉樹では表皮のみにとどまることが多い。一部の菌は根外菌糸の集合体である菌糸束（mycelial strand）を形成し、さらにその一部には分化した外皮や道管状菌糸を備えた根状菌糸束（rhizomorph）を形成するものもある。また、菌核（sclerotium）を形成する菌もある。根外菌糸体は外部菌糸体（extramatrical mycelium）とも呼ばれ、土壌中に広がる。
外見上は、外菌根では短根の表面を菌鞘が覆うため全体として直径が増し、特有の様式による分枝を起こすことが多い。分枝様式としては、魚の骨ないしシダの葉のような単軸羽状（monopodial-pinnate）になるもの、クリスマスツリーのような単軸錐状（monopodial-pyramidal）になるもの、二叉分枝（dichotomous）になるものや高密度に二叉分枝してサンゴ状（coralloid）になるもの、不規則に分枝するもの、外皮を形成し結節状になるものが主なパターンである。菌鞘表面は菌によって異なる色調を呈し、子実体（きのこ）の色彩とある程度対応する。また表面の構造・質感も様々であり、平滑な表面を持つものから毛糸のように明確な表面を定めにくいものまである。子実体が乳液を分泌する菌では菌鞘にも乳管が見られることが多く、シスチジアが見られることもある。菌糸束を作る菌では、その種に応じた菌鞘と菌糸束との接続部位および様式が見られる。
菌根は短根が完成してから菌が定着して形成されるのではなく、短根が形成されつつある段階から菌と相互作用を行いながら生長して特有の形態となる。菌根化していない根に比べて菌根では根冠が発達せず、根毛は定着初期段階で存在していたとしても菌根化とともに菌鞘に取り込まれる。いずれも通常は外見上観察できず、菌鞘内にその残渣が見られるのみである。

## 菌根の機能
植物側から見た外菌根の主な機能としては、貧栄養な土壌に生育する場合に低濃度な土壌養分を吸収できるようにする機能（養分吸収の促進）、乾燥条件において土壌中からわずかな水分をもかき集めて植物の水吸収を補助する機能（水分吸収の促進）、土壌病原菌から植物を保護する機能（病原菌からの保護）、土壌中の有害物質、例えばアルミニウムイオンや重金属イオンなどから植物を保護する機能（有毒物質からの保護）が挙げられる。
これらの機能のうち前二者は主に根外菌糸によるものである。菌糸は根あるいは根毛と比べてさえもはるかに細いため土壌のきわめて微細な空隙に入り込むことができ、わずかなバイオマスで大きな体積の土壌から養分・水分を吸収することができる。特にリンのような土壌中での移動性の低い元素に関しては、根による吸収に伴ってその周囲に枯渇領域（depletion zone）が形成され、土壌全体としてはまだリンなどを含んでいるにもかかわらず植物には利用できない状態になることがあるが、菌根化すれば菌糸によって枯渇領域を越えることができ、養分を徹底的に吸収することが可能になる。また、菌によっては根外菌糸から有機酸を分泌して、岩石に含まれる不溶性の肥料成分を可溶化して植物に供給することもある。吸収された土壌養分は、菌と植物とのインターフェースであるハルティヒネットおよび菌鞘内面で、植物の光合成産物と交換される。
後二者の機能はどちらかといえば菌鞘の機能と考えられており、特に緻密な表面を持つものは吸収根の表面を病原菌や環境ストレスから物理的に保護する機能を持つとされている。また、ハルティヒネットにおける菌糸の細胞間への侵入に伴い、通常の病原菌に対するのと同じ抵抗反応が菌根共生には支障ないレベルで部分的に引き起こされ、実際の病原菌の攻撃に対する抵抗反応の立ち上がりが早くなる例が知られている。菌鞘には菌根全体のバイオマスの18-84%が存在するという報告があり、その中で有害なイオンなどを捕捉することで根を保護していると考えられている。
菌根性とされる樹種のほとんどは自然環境下では菌根化して生育しているため、それらの樹木が野外で示す生理的・生態的特性には菌根の果たす機能による部分も含まれている。逆に、それらの植物から菌根を除いた「純粋な植物のみの特性」は、自然界には事実上存在しない「人工物の特性」に過ぎない。菌根のもつ上記のような機能はあるのが当然なものであり、「菌根定着により強化される」というよりは「何らかの理由で菌根が損なわれると機能不全に陥る」と捉えるべきである。ただし菌と植物との組み合わせにより菌根の特性ないし効果は異なるため、菌根があれば何でもよいわけではない。

## 共生する植物
外菌根を形成する主な植物としては、マツ科、ブナ科、カバノキ科など温帯以北の主要な森林構成樹種の他、東南アジア熱帯雨林の林冠構成樹種であるフタバガキ科のいくつかの属、南半球のユーカリおよびナンキョクブナが挙げられる。バラ科やマメ科にも外菌根性樹種がある。日本ではゴジアオイまたはシスタス（キスタス）の名で知られるハンニチバナ科や、ニュージーランドで蜜源植物として「マヌカハニー」のもととなるギョリュウバイ Leptospermum scoparium  J.R. et G.Forst. も外菌根性である。なお、本州以南における主要造林樹種であるスギやヒノキは温帯の造林木としては例外的にアーバスキュラー菌根性である。
外菌根性植物のほとんどは樹木であるが、一部は草本である。外菌根性草本を含む属としては、カヤツリグサ科のヒゲハリスゲ属 Koblesia、クサトベラ科の Goodenia、ブルノニア科の Brunonia、タデ科のイブキトラノオ属Bistorta（例えばムカゴトラノオ）が知られている。

## 共生する菌
外菌根を形成する菌（外菌根菌）の多くは担子菌門に属する。比較的少数ながら子嚢菌門に属する外菌根菌もあり、接合菌門に属するものもわずかにある。外菌根菌はよくきのこを作る菌として認識されるが、地上生のきのこばかりではなく、目につきにくい地下生の子実体（きのこ）を形成するものも多い。分子的手法により、同一のサイトにおける菌根菌そのものの多様性は菌根性きのこの多様性よりはるかに高く、また種や属の相対的な優占度も全く異なることが多いことが明らかになってきた。これは菌根として存在しても少なくともその場では（あるいは全く）きのこを作らない菌根菌が多数あり、地上で優占するきのこの菌根が地下でも優占するとは限らないということを意味する。
外菌根菌の主要なグループには、ベニタケ科、フウセンタケ科、テングタケ科、イグチ科、イボタケ科、およびマツタケやホンシメジを含むキシメジ科の一部といった担子菌、セイヨウショウロ科（トリュフ類）、チャワンタケ科の一部といった子嚢菌、および子嚢菌系不完全菌のCenococcum属（シーノコッカムと英語読みする研究者が多い）などがあり、さらに接合菌であるアツギケカビ属（ケカビ亜門）も外菌根を形成することが知られている。その他にも多くの外菌根菌がおり、さらにきのこを作らない外菌根菌も多数存在する。

## その他
多くの外菌根菌はセルロースのような多糖類を分解する能力を持たず、エネルギー（炭素）については宿主植物から供給される単糖類に依存している。多糖類を利用できる腐生性きのこでは最初から生育に必要な栄養を全て与えておくバッチ式培養による栽培が可能だが、炭素源として単糖類を必要とするマツタケなどの菌根菌の場合は培地にあまり多量の単糖類を加えると浸透圧が上昇してしまうためバッチ式では栽培できない。例外はホンシメジで、この菌は系統によって程度は異なるがデンプン資化能（栄養源として利用する能力）があるため、浸透圧に影響を与えることなく必要な栄養素を与えることが可能で、通常のきのこ栽培に近い方法で栽培することができる。
外菌根菌は樹木と共生すると外菌根を形成するためそう呼ばれるが、その一部はイチヤクソウ科やラン科の植物とも共生し、それぞれアルブトイド菌根やモノトロポイド菌根、あるいはラン菌根を形成する。つまり、同一の菌が一方では樹木と外菌根を、他方ではイチヤクソウ科やラン科植物とそれぞれの型の菌根を形成することになる。イチヤクソウ科やラン科の植物の多くは、生活に要するエネルギーの一部または全部を菌根菌に依存するため、全体としてみると樹木が菌を介してそれらの植物を養っていることになる。

## 名称
菌根はかつて外生菌根（ectotrophic mycorrhiza）と内生菌根（endotrophic mycorrhiza）とに分けられていたが、内生菌根とされたものに含まれる複数の菌根タイプ（アーバスキュラー菌根、エリコイド菌根、ラン菌根）は相互に全く異なることが明らかになり、内生菌根という用語は使われなくなった。それに対し外生菌根とされたものはよくまとまったグループであり、そのまま外生菌根という用語を使い続ける研究者も多い。現在では菌根は純粋に形態から定義されるようになり、ectotrophic mycorrhiza（直訳すれば外部栄養性菌根）はectomycorrhiza（直訳すれば外菌根）と定義し直された。文部科学省の学術用語集には「外菌根」の方が収載されている。古い文献では sheathing mycorrhiza という語を見かけることもある。